# NGC 189
NGC 189 este un roi deschis  aflat în constelația Cassiopeia. A fost descoperit în 27 septembrie 1783 de către Caroline Herschel. De asemenea, a fost observat încă o dată în 27 octombrie 1829 de către John Herschel.